# James Paul Moody
Vous lisez un « bon article » labellisé en 2010.
Pour les articles homonymes, voir James Moody et Moody.
James Paul Moody (21 août 1887 - 15 avril 1912) est un marin britannique connu pour avoir été le 6e officier du RMS Titanic. Né en Angleterre, il reçoit une éducation prestigieuse puis sert la White Star Line à bord du luxueux Oceanic. Officier prometteur, la compagnie le mute sur son navire le plus récent, le Titanic, pour son voyage inaugural durant lequel il occupe le poste de sixième officier, en avril 1912.
Le 14 avril au soir, il est de quart sur la passerelle aux côtés du premier officier Murdoch lorsque le navire heurte un iceberg. Il aide par la suite au chargement des canots de sauvetage. Malgré les invitations répétées de ses collègues, il refuse d'embarquer dans un canot et meurt dans le naufrage.

## Biographie

### Carrière

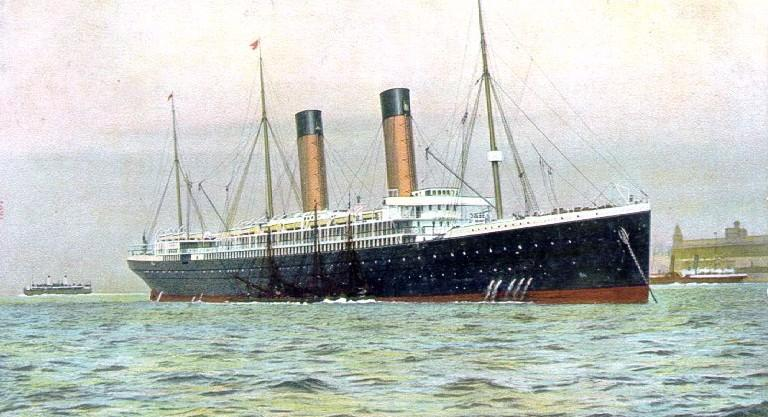
La première affectation de Moody au sein de la White Star Line est l’Oceanic.

James Moody est né le 21 août 1887 à Scarborough en Angleterre de l'alliance de John Henry Moody et Evelyn Louis Lammin. Sa famille est influente dans la ville, et son père siège au conseil municipal. C'est à l'âge de 14 ans que Moody décide de rejoindre la marine marchande. De 1902 à 1903, il sert sur le navire d'entraînement HMS Conway.
Ses premières expériences en mer, comme apprenti à bord du Boadicea et du Taurus sont assez marquantes. Il traverse en effet des tempêtes, et voit un de ses collègues poussé au suicide par les conditions de travail. En 1904, lorsque le Taurus arrive à quai dans le New Jersey, un incendie fait rage à terre. Les 1 000 passagers du navire se précipitent du même côté de celui-ci, manquant de le faire chavirer. Son expérience pousse Moody à écrire que « Toutes les horreurs semblent survenir de nuit ».
Après un apprentissage au sein de la King Edward VII Nautical School de Londres, il passe ses examens de capitaine en avril 1911. Il s'engage ensuite au service de la White Star Line et sert tout d'abord sur le prestigieux Oceanic en compagnie de Charles Lightoller et David Blair.
C'est avec ces deux hommes qu'il est muté sur le Titanic pour son voyage inaugural, malgré le peu de temps qu'il avait passé dans cette compagnie. Il est en effet considéré comme un officier prometteur et méritant par la compagnie. À cette époque, Moody vit à Grimsby (Lincolnshire, Angleterre) avec son oncle, un avocat dont la firme est encore en activité de nos jours.

### Voyage sur leTitanic
Moody, de même que les autres officiers « junior » du Titanic (Herbert Pitman, Joseph Boxhall et Harold Lowe) embarque sur le navire à Belfast pour participer aux essais en mer du paquebot :  ils sont chargés de tester un canot de sauvetage. Le 10 avril 1912, jour du départ, Moody et le cinquième officier Lowe participent entre autres choses à la mise à la mer de deux canots à tribord sous l'œil du représentant du Board of Trade. Il est ensuite chargé de l'embarquement à une porte de coupée, et sauve ainsi la vie de plusieurs membres d'équipage sans le savoir, en les empêchant d'embarquer car ils arrivent en retard,.
Durant la traversée, Moody est de quart de 8 à 12 heures et de 20 à 24 heures. Il reçoit alors un salaire mensuel de 7 livres et 8 shillings (en valeur de 1912). Le 14 avril dans l'après-midi, Charles Lightoller décide de tester ses capacités en lui demandant d'évaluer l'heure à laquelle le Titanic devrait commencer à rencontrer des glaces. La réponse de Moody se trouve être plus proche de la réalité que celle de Lightoller.

### Naufrage duTitanic

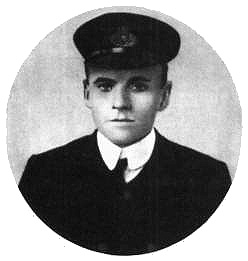
Charles Lightoller est probablement l'une des dernières personnes à avoir vu Moody vivant.

Le soir du 14 avril 1912, Moody est de quart sur la passerelle du Titanic en compagnie du premier officier William Murdoch. C'est lui qui reçoit l'appel du veilleur Frederick Fleet signalant l'apparition d'un iceberg droit devant, auquel il répond un bref « Merci » avant de donner l'alerte,.
Pendant l'évacuation des passagers du paquebot, James Moody aide au remplissage des canot no 12, no 14 et canot no 16. Devant le canot no 13, une femme est au bord de l'hystérie et refuse de monter. Moody se montre alors imperturbable et lui déclare : « Vous allez embarquer et vous tenir tranquille ». La femme monte alors sans protester. L'hôtesse Violet Jessop se souvient quant à elle qu'il l'a aidée à monter dans un canot, ainsi qu'un bébé, et qu'il avait l'air épuisé.
Vers 1 h 30, il a une rapide conversation avec le cinquième officier Harold Lowe. Ce dernier lui propose d'embarquer dans le canot suivant (le canot no 14), aucun officier n'ayant embarqué dans les précédents. Moody refuse et dit à Lowe d'embarquer à sa place,.
Le 2e officier Charles Lightoller le voit ensuite essayer de mettre à la mer les radeaux pliables. Moody aurait pu monter sur un canot mais il n'y avait pas assez de membres d'équipage pour mettre les autres embarcations à la mer. Moody a été vu plus tard par le trimmer de la lampe du navire, Samuel Hemming, au-dessus du quartier des officiers tentant de lancer un canot pliant, une embarcation de sauvetage d'urgence, quelques minutes avant le naufrage final. Le 6e officier reste donc sur le navire et périt avec lui à l'âge de 24 ans. Son corps n'a jamais été retrouvé ou identifié.

## Postérité et hommages
Une plaque est dédiée à James Moody dans une église de Scarborough, sa ville natale, et un monument se dresse en son honneur dans un des cimetières de la ville. L'une des plaques porte une citation biblique : « Il n'y a pas de plus grand amour que cela, qu'un homme abandonne sa vie pour ses amis. »
En hommage à cet officier, ses parents ont créé la Moody Cup, une coupe fortement liée au HMS Conway, son navire d'entraînement. Elle apparaît pour la première fois en 1914. Jusqu'en 1974, il s'agissait d'un trophée de navigation. Elle est désormais exposée au musée maritime de Liverpool.
Moody apparaît nommément dans deux films sur le naufrage. Dans Atlantique, latitude 41°, il est interprété par Michael Bryant. Outre la scène de la collision, c'est lui qui vient réveiller Thomas Andrews pour lui faire évaluer les dégâts. Il aide aussi des femmes à embarquer dans les canots. Dans Titanic de James Cameron, il est incarné par Edward Fletcher. Il est également présent sur la passerelle au moment de la collision dans ce film, et est aussi chargé, conformément à la réalité, de retirer la passerelle d'embarquement lors du départ du navire. C'est en effet lui qui laisse passer deux des héros du film arrivés au dernier moment.